# Qūshoqy
Qūshoqy är en ort i Kazakstan.   Den ligger i oblystet Qaraghandy, i den centrala delen av landet, 170 km sydost om huvudstaden Astana. Qūshoqy ligger 521 meter över havet och antalet invånare är 3 920.
Terrängen runt Qūshoqy är platt, och sluttar söderut. Runt Qūshoqy är det mycket glesbefolkat, med 4 invånare per kvadratkilometer. Det finns inga andra samhällen i närheten. Trakten runt Qūshoqy består i huvudsak av gräsmarker.